# Rhythm-al-ism
Albums de DJ Quik
Safe + Sound
(1995) Balance & Options
(2000)
Singles
1. You'z a Ganxta
Sortie : 14 juillet 1998
2. Hand in Hand
Sortie : 29 septembre 1998
3. Down, Down, Down
Sortie : 22 décembre 1998

Rhythm-al-ism est le quatrième album studio de DJ Quik, sorti le 10 novembre 1998.
L'album, qui s'est classé 13e au Billboard 200 et 63e au Top R&B/Hip-Hop Albums, a été certifié disque de platine par la RIAA le 27 juillet 1999.

## Liste des titres
| No  | Titre | Contient un (des) sample(s) de                                  | Durée |
| --- | --- | --------------------------------------------------------------- | ----- |
| 1.  | Rhythm-al-ism (Intro) (Produit par DJ Quik)                                                                                                |                                                                 | 1:40  |
| 2.  | We Still Party (Produit par DJ Quik) | Verb: That's What's Happening de Zachary Sanders                | 5:13  |
| 3.  | So Many Wayz (featuring 2nd II None et Peter Gunz – Produit par DJ Quik et G-One)                                                          |                                                                 | 5:41  |
| 4.  | Hand in Hand (featuring 2nd II None et El DeBarge – Produit par DJ Quik)                                                                   |                                                                 | 4:18  |
| 5.  | Down, Down, Down (featuring Suga Free, AMG et Mausberg – Produit par DJ Quik)                                                              |                                                                 | 4:43  |
| 6.  | You'z a Ganxta (Produit par DJ Quik) |                                                                 | 4:21  |
| 7.  | I Useta Know Her (featuring AMG – Produit par DJ Quik)                                                                                     |                                                                 | 3:50  |
| 8.  | No Doubt (featuring Playa Hamm et Suga Free – Produit par DJ Quik)                                                                         |                                                                 | 4:22  |
| 9.  | Speed (Produit par DJ Quik) | Mom d'Earth, Wind & Fire Rapper Dapper Snapper d'Edwin Birdsong | 3:20  |
| 10. | Whateva U Do (Produit par DJ Quik et G-One)                                                                                                | So in Love de Smokey Robinson                                   | 7:47  |
| 11. | Thinkin' Bout U (Produit par DJ Quik) |                                                                 | 4:04  |
| 12. | El's Interlude (featuring El DeBarge – Produit par DJ Quik)                                                                                |                                                                 | 4:06  |
| 13. | Medley For a "V" (The Pussy Medley) (featuring Snoop Dogg, Nate Dogg, Hi-C, 2nd II None, AMG et El DeBarge – Produit par DJ Quik et G-One) |                                                                 | 6:26  |
| 14. | Bombudd II (Produit par DJ Quik) |                                                                 | 2:59  |
| 15. | Get 2Getha Again (featuring 2nd II None, AMG, Hi-C et El DeBarge – Produit par DJ Quik)                                                    | Do It, Fluid des Blackbyrds Rapper's Delight du Sugarhill Gang  | 4:40  |
| 16. | Reprise (Medley For a "V") (Produit par DJ Quik et G-One)                                                                                  |                                                                 | 2:40  |